# 派翠西亞·麥奇莉普
派翠西亞·麥奇莉普（英語：Patricia A. McKillip，1948年2月29日—2022年5月6日），美國奇幻及科幻作家，出生於美國俄勒岡州。她的作品有豐富的視覺意象，曾獲得世界奇幻獎及軌跡獎。

## 著作

### 御謎士三部曲
- 《赫德御謎士（英语：The Riddle-Master of Hed）》（1976年）
- 《海與火的傳人（英语：Heir of Sea and Fire）》（1977年）
- 《風中豎琴手（英语：Harpist in the Wind）》（1979年出版，入圍1980年雨果獎最佳長篇小說）

### The Cygnet
- The Sorceress and the Cygnet（1991年）
- The Cygnet and the Firebird（1993年）

### 其它作品
- The House on Parchment Street（1973年）
- The Throme of the Erril of Sherril（1973年）
- 《女巫與幻獸》（The Forgotten Beasts of Eld，1974年出版，1975年世界奇幻獎最佳長篇小說）
- The Night Gift（1976年）
- Stepping from the Shadows（1982年）
- Moon-Flash（1984年）
- Something Rich and Strange（1984年）
- The Book of Atrix Wolfe（1995年）
- The Moon and the Face（1985年）
- Fool's Run（1987年）
- 《魔幻之海》（The Changeling Sea，1988年）
- Winter Rose（1996年）
- 《翼蜥之歌》（Song for the Basilisk，1998年）
- 《石林高塔》（The Tower at Stony Wood，2000年）
- 《幽城迷影》（Ombria in Shadow，2003年出版，同年世界奇幻獎最佳長篇小說）
- In the Forests of Serre（2004年）
- Alphabet of Thorn（2004年）
- Od Magic（2005年）
- Harrowing the Dragon（2005年, short stories）
- Solstice Wood（2006年）

## 外部連結
- Bibliography （页面存档备份，存于） at SciFan
- Information about the Riddle-master series （页面存档备份，存于）
- 網路推理小說資料庫上的Patricia A. McKillip
- Summarizes most of McKillip's works, with emphasis on vengeance as part of her plots